# Roi Ai de Zhou
Le roi Ai de Zhou, ou Zhou Ai wang (chinois : 周哀王) de son nom personnel Ji Qubing (姬去病). Il ne régna que pendant deux mois en -441 à Luoyi.

## Intrigues et assassinat
À la cour du roi Ai, les partisans de la seconde branche de la famille royale, commencèrent aussitôt à intriguer pour assassiner le roi et mettre son frère le prince Shuxi sur le trône. Le roi Ai fut alors assassiné et ce fut le prince Shuxi, qui  commandita l'assassinat de son frère. Peu après, le régicide s'institua lui-même roi et devint le roi Si.